# Eburodacrys notula
Eburodacrys notula es una especie de escarabajo longicornio del género Eburodacrys, tribu Eburiini, subfamilia Cerambycinae. Fue descrita científicamente por Gounelle en 1909.

## Descripción
Mide 9,2-17,6 milímetros de longitud.

## Distribución
Se distribuye por Bolivia y Brasil.